# Kleinia rowleyana
A Kleinia rowleyana a fészkesvirágzatúak (Asterales) rendjébe és az őszirózsafélék (Asteraceae) családjába tartozó faj.

## Rendszertani besorolása
A Kleinia rowleyanát, korábban az aggófüvek (Senecio) nemzetségbe sorolták Senecio rowleyanus néven.

## Előfordulása
A Kleinia rowleyana előfordulási területe Afrika délnyugati részén található meg. Sokfelé dísznövényként használják.

## Megjelenése
Ennek a növénynek hosszú és kúszó szárai vannak, amelyeken sok kis, gömb alakú levél ül. A levelek mérgezőek. Virágai világosak és kefeszerűek.

## Képek

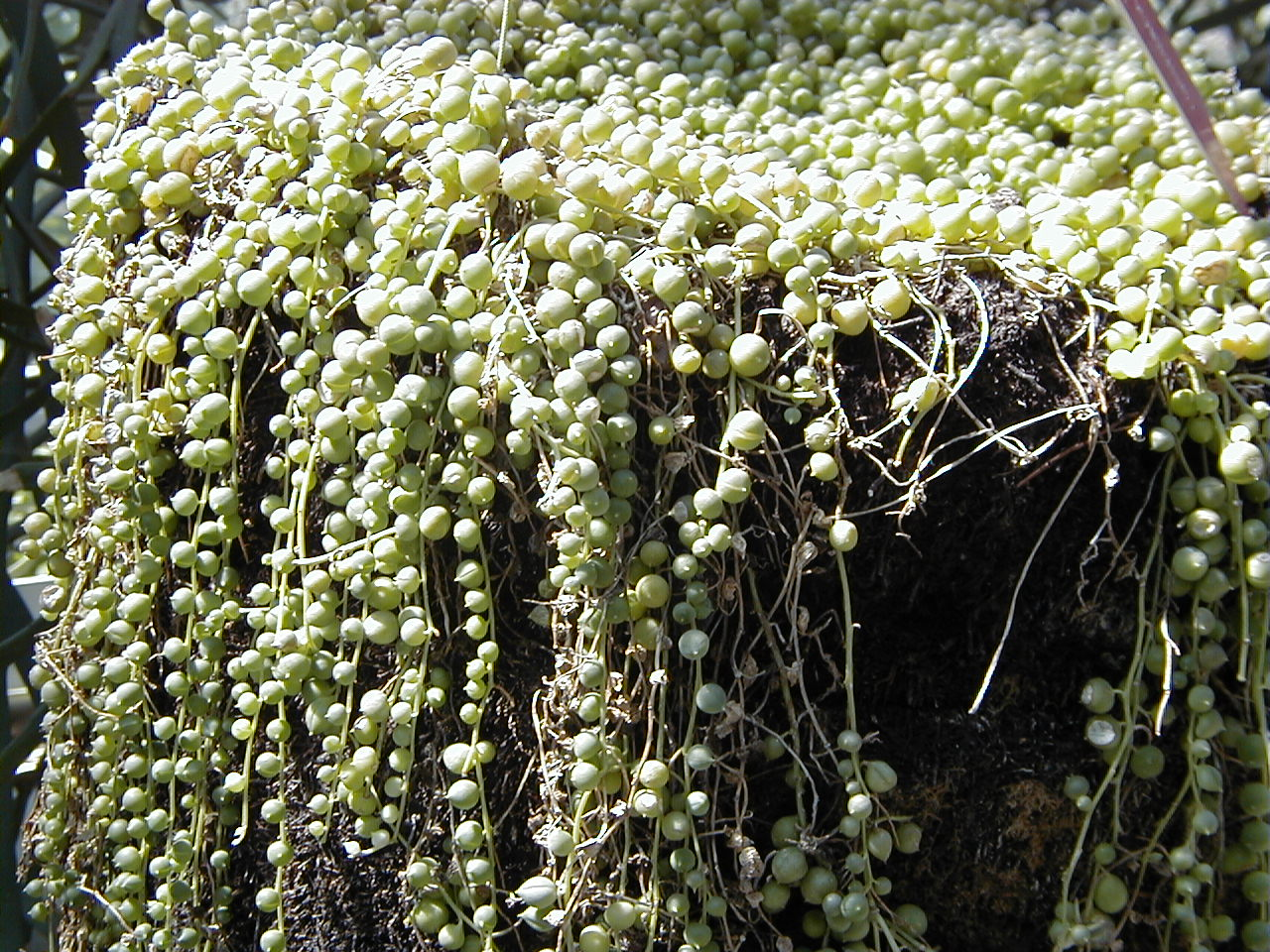
A növény
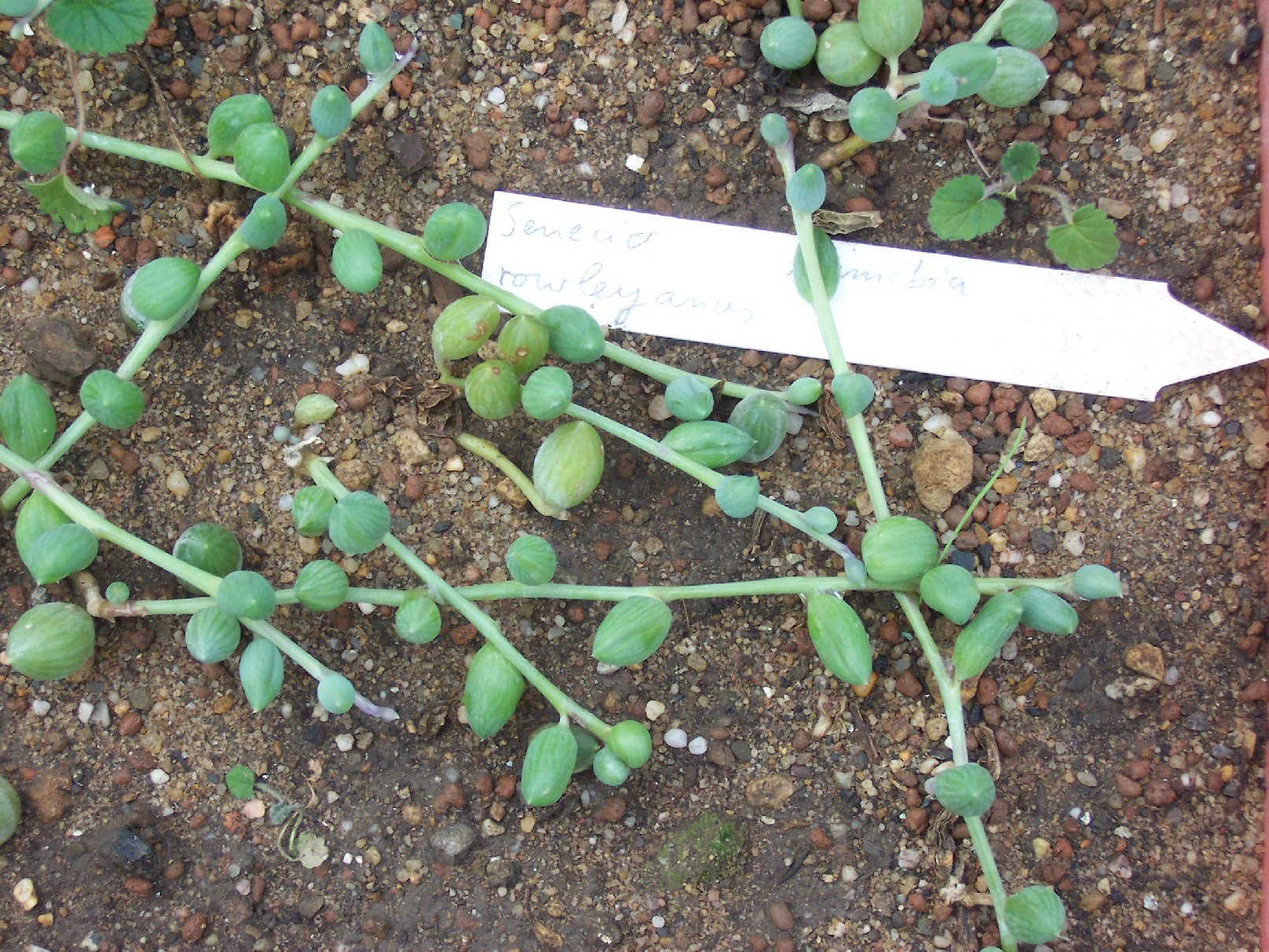
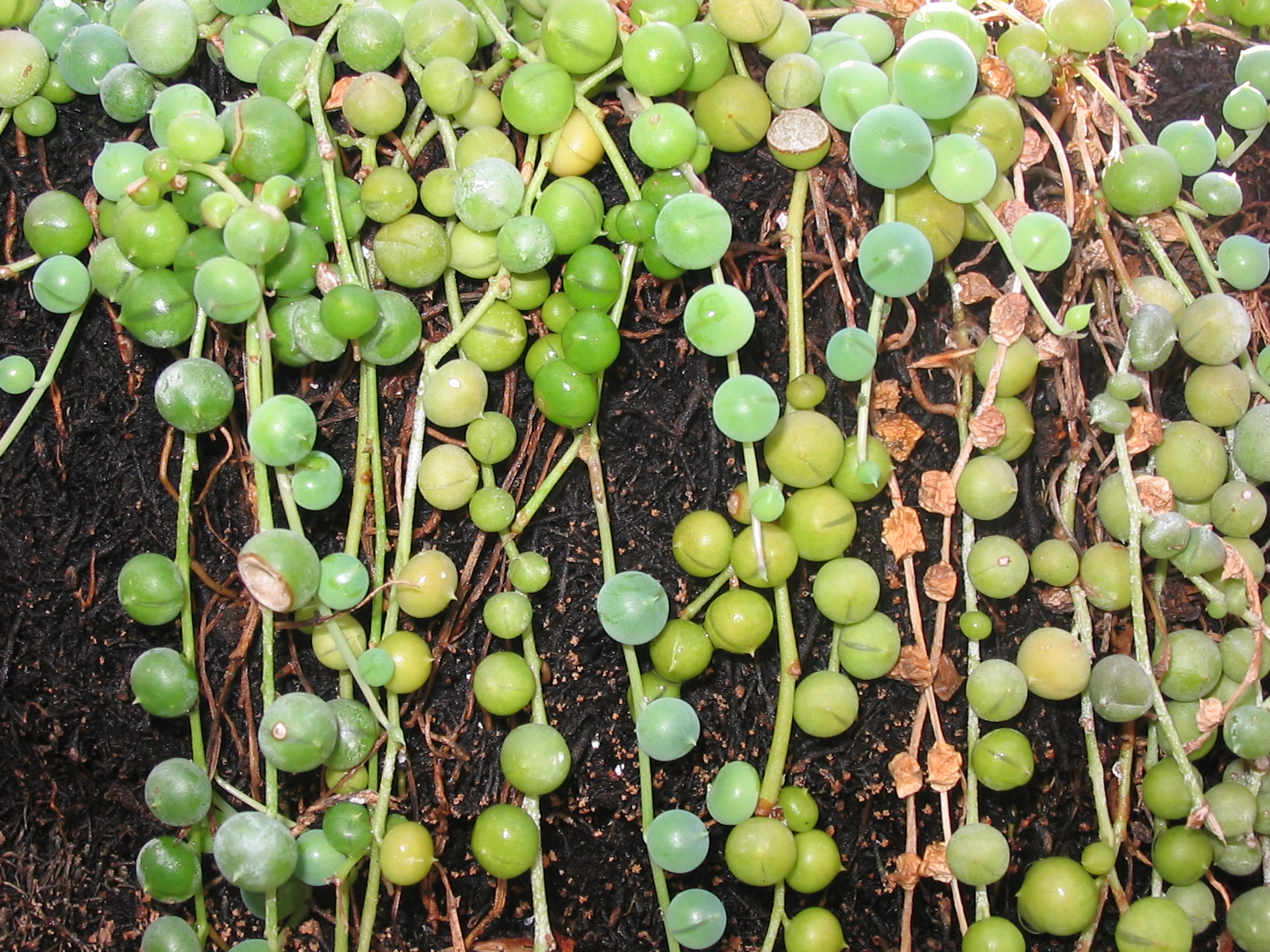
Levelei
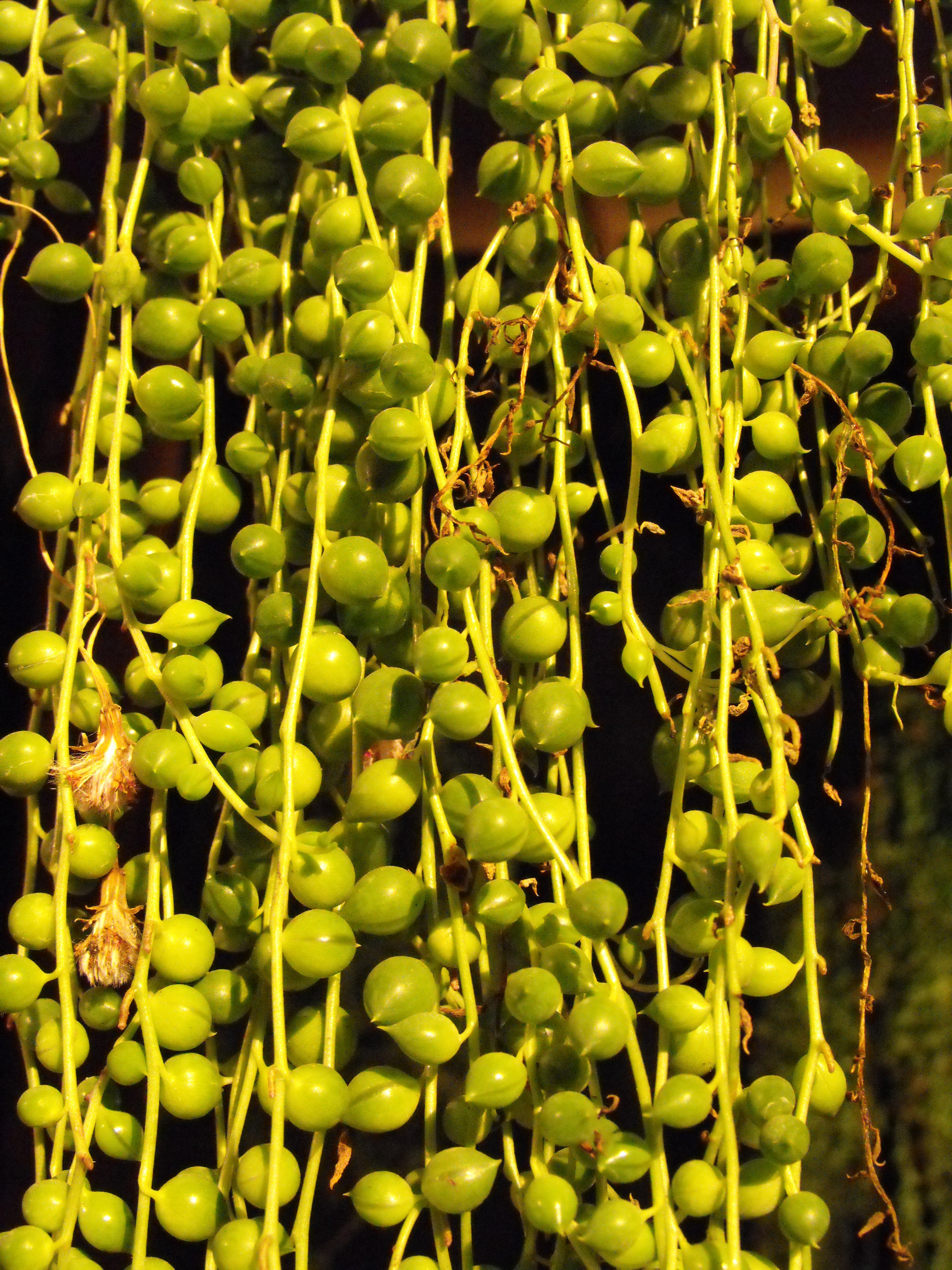
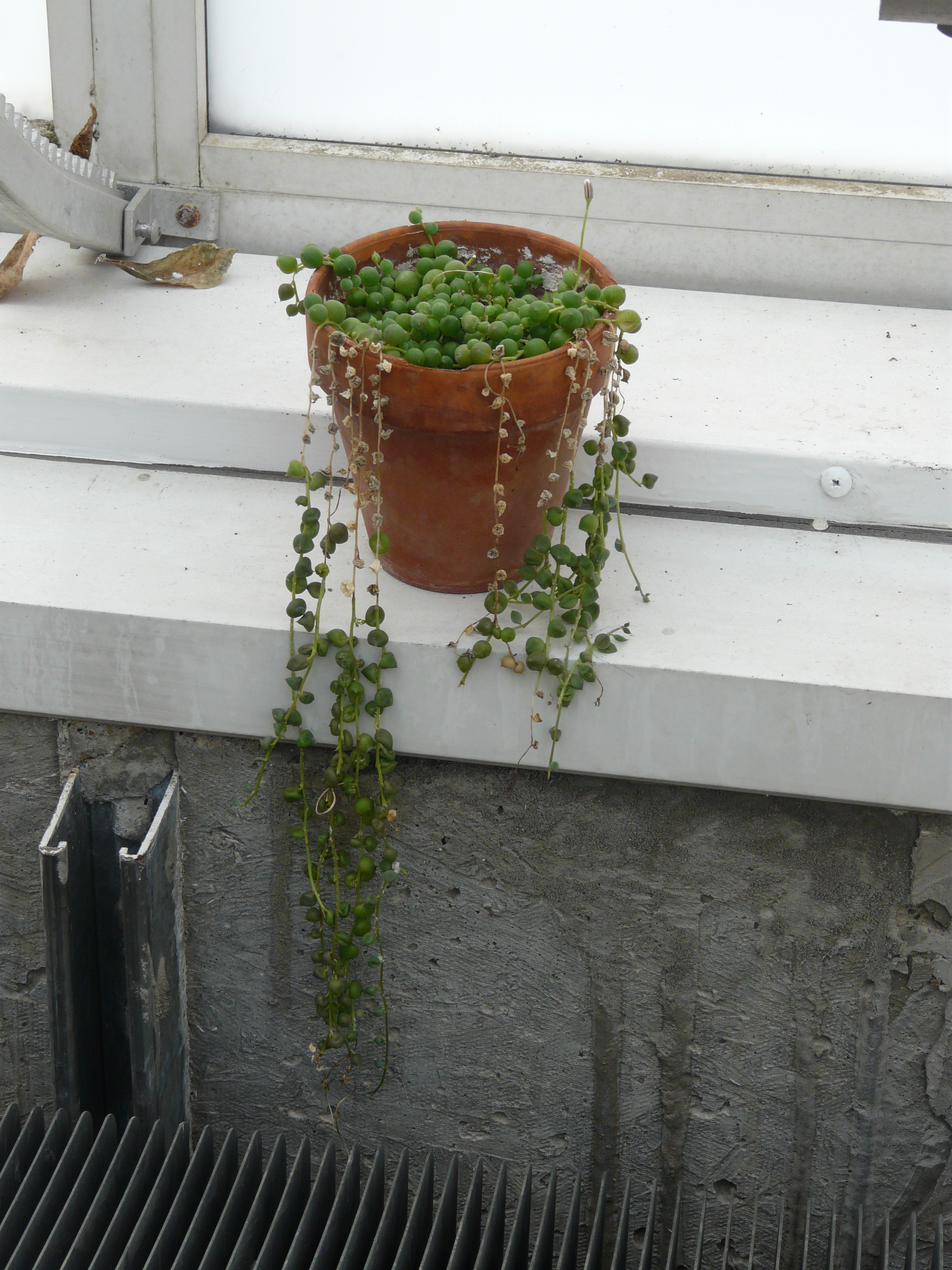
Dísznövényként
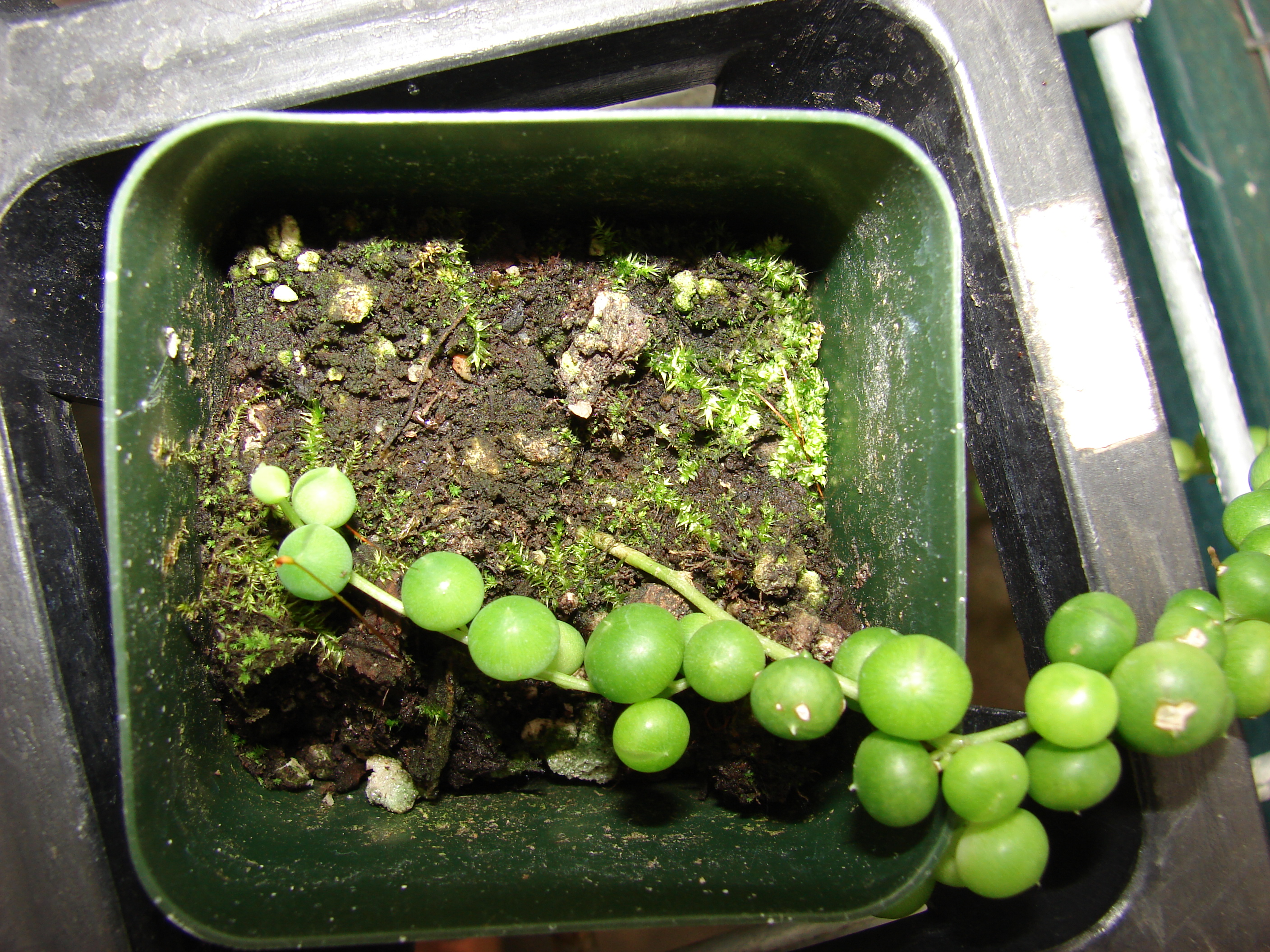

## Fordítás
- Ez a szócikk részben vagy egészben  a   Senecio rowleyanus című angol Wikipédia-szócikk ezen változatának fordításán alapul.  Az eredeti cikk szerkesztőit annak laptörténete sorolja fel. Ez a jelzés csupán a megfogalmazás eredetét és a szerzői jogokat jelzi, nem szolgál a cikkben szereplő információk forrásmegjelöléseként.